# Янув (гміна Брохув)
Янув (пол. Janów) — село в Польщі, у гміні Брохув Сохачевського повіту Мазовецького воєводства.
Населення — 490 осіб (2011).
У 1975-1998 роках село належало до Варшавського воєводства.

## Демографія
Демографічна структура станом на 31 березня 2011 року:
|          | Загалом | Допрацездатний вік | Працездатний вік | Постпрацездатний вік |
| -------- | ------- | ------------------ | ---------------- | -------------------- |
| Чоловіки | 247     | 47                 | 180              | 20                   |
| Жінки    | 243     | 44                 | 169              | 30                   |
| Разом    | 490     | 91                 | 349              | 50                   |